# The Party's Over and Other Great Willie Nelson Songs
The Party's Over and Other Great Willie Nelson Songs è il sesto album in studio del cantante di musica country statunitense Willie Nelson, pubblicato nel 1967.

## Tracce
Tutte le tracce sono state composte da Willie Nelson, eccetto dove indicato.

1. Suffer in Silence
2. Hold Me Tighter
3. Go Away
4. Ghost
5. To Make a Long Story Short (She's Gone) (Fred Foster, Nelson)
6. A Moment Isn't Very Long
7. The Party's Over
8. There Goes a Man
9. Once Alone
10. No Tomorrow in Sight
11. I'll Stay Around (Hank Cochran, Nelson)
12. End of Understanding